# Eloy (Album)
Eloy ist das Debütalbum der deutschen Progressive-Rock- und Artrock-Band Eloy. Es erschien 1971 unter dem Label Philips Records.

## Musikstil
Im Gegensatz zu den nachfolgenden Alben Eloys ist dieses Debütwerk stilistisch noch nicht dem Progressive Rock, sondern dem zeittypischen Hardrock der späten 1960er und frühen 1970er Jahre zuzuordnen, ähnlich den Werken von Black Sabbath oder Atomic Rooster. Die Titel bewegen sich überwiegend in den Genres Rock und Blues-Rock, mit progressiven Anklängen. Hier fungierten Erich Schriever und Frank Bornemann noch zusammen als Bandleader.

## Besetzung
- Frank Bornemann: E-Gitarre, Mundharmonika, Gesang
- Helmut Draht: Schlagzeug
- Erich Schriever: Gesang, Keyboard
- Wolfgang Stöcker: Bassgitarre
- Manfred Wieczorke: Gitarre, Gesang

Technik:
- Produktion: Peter M. Freiherr von Lepel
- Tontechnik: Conny Plank

## Titelliste

### Seite A
1. Today (Bornemann, Schriever, Wieczorke) – 5:56
2. Something Yellow (Schriever, Wieczorke) – 8:15
3. Eloy (Bornemann, Draht, Schriever, Wieczorke) – 6:15

### Seite B
1. Song of a Paranoid Soldier (Schriever, Wieczorke) – 4:50
2. Voice of Revolution (Schriever, Wieczorke) – 3:07
3. Isle of Sun (Schriever) – 6:03
4. Dillus Roady (Bornemann, Schriever, Wieczorke) – 6:32

### 2-CD Edition (Second Battle) Bonus Disc (1997)
1. Walk alone (Schriever, Wieczorke) – 2:47
2. Daybreak (Bornemann, Schriever) – 2:45
3. Interview mit Manfred Wieczorke (12. August 1997) – 23:09

### Remastered Edition Bonus Tracks (2000)
1. Walk alone (Schriever, Wieczorke) – 2:47
2. Daybreak (Bornemann, Schriever) – 2:45
3. Vibrations of My Mind (Bornemann, Draht, Schriever, Wieczorke, Stocker) – 3:35